# Liste der Universitäten in North Dakota
Liste von Universitäten und Colleges im US-Bundesstaat North Dakota:

## Staatliche Hochschulen
- Dickinson State University
- Mayville State University
- Minot State University
- North Dakota State University
- University of North Dakota
- Valley City State University

## Private Hochschulen
- Jamestown College
- University of Mary